# 2003년 앙골라 보잉 727기 실종 사건
2003년 앙골라 보잉 727 실종 사건은 2003년 5월 25일 앙골라 루안다의 콰트루 드 페베레이루 공항에서 보잉 727-223 여객기 (등록번호 N844AA)가 도난당해 그대로 자취를 감춘 사건이다. 미국 정보당국을 중심으로 전세계 국가들의 수색이 이어졌으나 현재까지 항공기의 흔적은 전혀 발견되지 않았다.

## 배경
사고기는 1975년에 제작되어 2000년까지 25년 동안 아메리칸 항공에서 운항되었던 보잉 727-223 (일련번호 20985) 여객기로였다. 실종 당시 소유자는 미국 마이애미에 본사를 둔 항공기 대여업체 'Aerospace Sales & Leasing'로 알려졌다.
해당 항공기는 2002년 3월 운용 중단 상태가 되어 앙골라 콰트로 드 페베레이루 공항에 14개월 동안 방치되어 있었으며, 공항 이용료 미납액만 400만 달러가 넘은 것으로 조사됐다. 당시 나이지리아 IRS 항공에서 사용할 목적으로 공항에 파킹된 상태로 개조 중에 있던 항공기 2대 중 하나였다. 항공기 등록이 가짜 등록일 가능성이 있으며, 5N-RIR로 변경됐을 것이라는 보도도 있었다.
미국 연방수사국 (FBI)는 사고기의 형태가 '파란색, 흰색, 파란색 줄무늬가 있는 도색 전의 은색 항공기'라고 설명했다. 이어 '이 항공기는 대형 항공사 소속 항공기였으며 승객 좌석은 모두 제거됐다. 경유 운반 전용으로 개조되었다'고 덧붙였다.

## 사건 발생

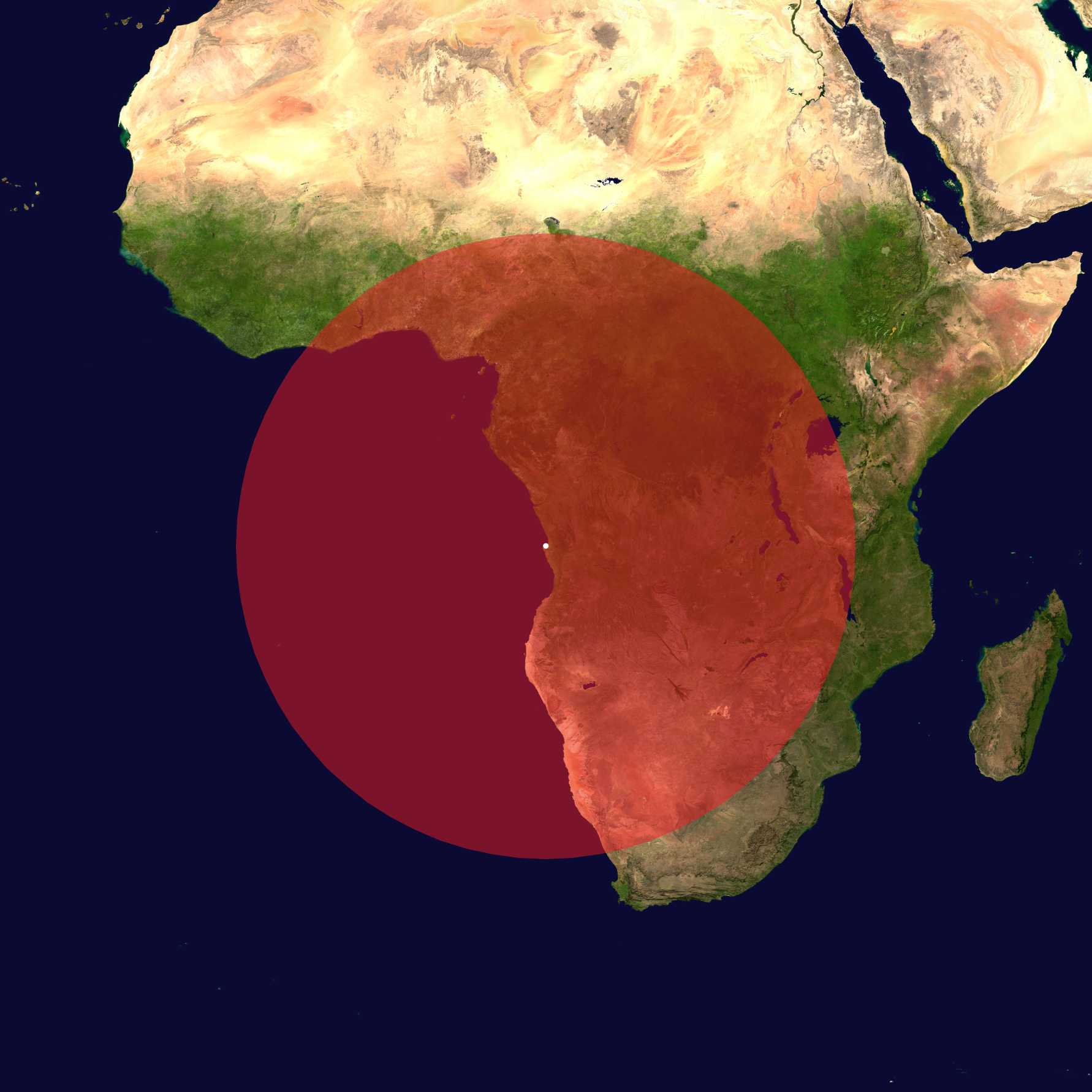
실종 당일 보잉 727기의 대략적인 항속거리

2003년 5월 25일 일몰 직전 (현지 시각 오후 5시로 추정), 벤 C. 파디야 (Ben C. Padilla)와 존 M. 무탄투 (John M. Mutantu)의 두 남성이 항공기에 탑승한 것으로 추정된다. 파디야는 미국 출신의 조종사이자 항공기관사였으며, 무탄투는 콩고 공화국 출신의 정비사였다.
두 사람 모두 보잉 727기의 조종 자격증이 없었고, 실제 조종에 나서려면 다른 승무원이 동승해야 했다. 당시 미국 수사 당국은 파디야가 조종을 맡은 것으로 추정했다. 공항 직원은 항공기에 한 명만 탑승한 것을 보았다고 증언하였으나, 다른 공항 관계자들은 사건 발생 전 두 남자가 항공기에 탑승했다고 밝혔다.
해당 사고기는 관제탑과의 교신 없이 택싱 (활주로 이동)에 나섰다. 이동 과정에서 불규칙한 기동을 보인 사고기는 허가 없이 활주로에 진입했다. 이를 목격한 관제사가 교신을 시도하였으나 응답이 없었다. 이후 사고기는 별다른 조명 없이 이륙하여 남서쪽의 대서양을 향해 이동한 뒤 모습을 감췄다. 당시 사고기의 연료는 53,000리터 (14,000갤런)이 채워져 있었으며 항속거리는 약 2,400km였다. 이륙 이후 사고기나 두 남성은 자취를 감추었으며 사고기의 잔해물도 발견되지 않았다.

## 가설
파디야와 자매 관계인 베니타 파디야커클랜드 (Benita Padilla-Kirkland)는 2004년 〈사우스플로리다 선센티넬〉지와의 인터뷰에서 가족들은 파디야가 사고기를 조종했을 것이라 의심하였으며, 아프리카 어딘가에 추락하거나 자기 의지와는 관계없이 억류되었을까봐 걱정하고 있다고 밝혔다. 실종 2주 전에 소유주로서 해당 여객기를 조사했던 'Aerospace Sales & Leasing'의 사장 모리 조셉 (Maury Joseph) 역시 추락 및 억류설에 동의했다. 그러나 미국 조사당국은 조셉의 분식회계 전과가 비행기 도난사건에 영향을 미친 것으로 의심하였으며, 사건의 원인은 사업상의 불화나 관계자와의 사기로 인한 것으로 보았다.
2003년 7월 기니의 코나크리에서 실종 항공기의 목격했다는 사례가 접수되었으나, 미 국무부는 이를 사실이 아닌 것으로 판정하였다.
2010년 9월 〈Air & Space/Smithsonian〉지에서 심층취재에 나서, 실종사건에 관한 자세한 전말을 알고 있는 관계자들과의 인터뷰와 조사를 진행하였으나 항공기의 운명이 어떻게 되었는가는 결론짓지 못했다.

## 같이 보기
- 실종된 항공기 목록
- 실종자 목록
- 2018년 허라이즌 항공 Q400 사고 - 미국 시애틀 터코마 국제공항에서 봄버디어 대시 8-Q400 여객기가 도난당해 워싱턴주 케트론섬에 추락한 사건이다.
- 1990년 포셋 페루 727기 실종 사건
- 바리그 브라질 항공 967편 실종 사건
- 말레이시아 항공 370편 실종 사건
- 플라잉 타이거 항공 739편 실종 사건